# 44 Рыси
44 Рыси (лат. 44 Lyncis), CS Большой Медведицы (лат. CS Ursae Majoris), HD 84335 — одиночная переменная звезда в созвездии Большой Медведицы на расстоянии приблизительно 600 световых лет (около 184 парсеков) от Солнца. Видимая звёздная величина звезды — от +6,94m до +6,78m. Возраст звезды оценивается как около 4,6 млрд лет.

## Характеристики
44 Рыси — красный гигант, пульсирующая медленная неправильная переменная звезда (LB:) спектрального класса M3IIIab или M3III. Масса — около 1,23 солнечной, радиус — около 35,19 солнечного, светимость — около 876,3 солнечных. Эффективная температура — около 3804 К.